# Туреччина на літніх Олімпійських іграх 2012
Туреччина на літніх Олімпійських іграх 2012 була представлена 114 спортсменами в 16 видах спорту.

## Нагороди
| Медаль | Спортсмен           | Вид спорту     | Дисципліна            | Дата      |
| ------ | ------------------- | -------------- | --------------------- | --------- |
| Золото | Сервет Тазегюл      | Тхеквондо      | чоловіки, до 68 кг    | 9 серпня  |
| Золото | Аслі Чакір Алптекін | Легка атлетика | біг на 1500 м         | 10 серпня |
| Срібло | Гамзе Булут         | Легка атлетика | біг на 1500 м         | 10 серпня |
| Срібло | Нур Татар           | Тхеквондо      | жінки, до 67 кг       | 10 серпня |
| Бронза | Різа Каяалп         | Боротьба       | греко-римська, 120 кг | 6 серпня  |